# Ceresium inaequalicolle
Ceresium inaequalicolle là một loài bọ cánh cứng trong họ Cerambycidae.